# Oberstocken
Oberstocken foi uma comuna da Suíça, no Cantão Berna, com cerca de 270 habitantes. Estendia-se por uma área de 4,12 km², de densidade populacional de 66 hab/km². Confinava com as seguintes comunas: Därstetten, Erlenbach im Simmental, Höfen, Niederstocken, Pohlern.
A língua oficial nesta comuna era o Alemão.

## História
Em 1 de janeiro de 2014, passou a formar parte da nova comuna de Stocken-Höfen.